# Čuvašsko

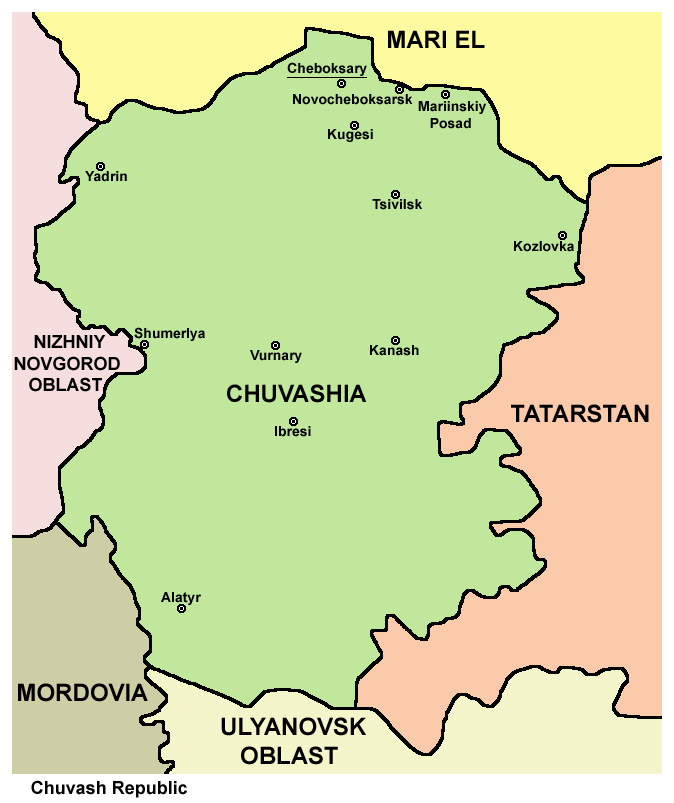

Čuvašsko, plným názvem Čuvašská republika, je republika Ruské federace. Nachází se v evropské části země, má 1,34 milionu obyvatel a rozlohu 18 300 km². Hlavní město jsou Čeboksary na břehu Volhy.

## Historie
V 8. století bylo území dnešního Čuvašska osídleno předchůdci Bulharů, tzv. Volžskými Bulhary, časem vznikl kmenový svaz Bulharů a dalších ugrofinských kmenů. V polovině 13. století bylo území dobyto mongolským chanátem a obsazeno. To mělo za následek hromadné přestěhování Bulharů na pravý břeh řeky Volhy a jejich postupné sloučení s ugrofiny do Čuvašského národa. Jejich jazyk patří do skupiny turkických jazyků, do altajské větve. Stejně jako ostatní malé státy, Čuvašsko se připojilo v 16. století k Rusku, a zažilo také znevolňování svých obyvatel a násilnou rusifikaci. Následovala série protiruských povstání. Jejich důsledkem bylo uvolnění situace, zrušení nevolnictví na konci 19. století a pomalý hospodářský růst a rozvoj. Na školách se začalo vyučovat čuvašsky, došlo k uvědomění národa. V roce 1920 byla ustanovena sovětská moc a začaly vznikat sověty. Roku 1925 vznikla Čuvašská ASSR, od roku 1991 se používá současný název.

## Symboly

### Vlajka
Čuvašská vlajka je tvořena listem o poměru stran 5:8 se dvěma vodorovnými pruhy, horním žlutým a spodní santalové barvy (o poměru šířek 5:8). Uprostřed je použit motiv ze státního znaku.

## Geografie
Severní hranici země tvoří řeka Volha, západní hranici pak převážně řeka Sura. Většina území republiky se rozkládá v Povolžské pahorkatině. Další významné řeky jsou Bula a Kubňa.

### Města
- Čeboksary (hlavní město)
- Alatyr
- Kanaš (žel. uzel)
- Šumerľa

## Obyvatelstvo
Obyvatelé jsou Čuvaši (70 %) a Rusové (24 %). Kromě těchto dvou národnostních skupin existuje ještě malá menšina Tatarů. Většina obyvatel jsou pravoslavní křesťané.

## Ekonomika
Hospodářství země je založeno na zemědělství i průmyslu. Pěstují se obiloviny, chmel, tabák a brambory. Zastoupen je dřevozpracující průmysl, ale také elektrotechnický a strojnický. Sídlem průmyslu je hlavní město Čeboksary.

## Doprava
Jediné letiště je v hlavním městě, kde je i přístav. Ze západu, z Moskvy vede na východ, do Kazaně stěžejní železniční trať, asi 150 km tratě prochází územím Čuvašska. Z ní vedou také dvě odbočky, do hlavního města a do Mordvinské AR. Silniční doprava není rozvinuta, hlavní silniční spojení jsou mezi hlavním městem, Kazaní a Saranskem.